# Ciasna (gmina)
Pour les articles homonymes, voir Ciasna.
La gmina de Ciasna est une commune rurale de la voïvodie de Silésie et du powiat de Lubliniec. Elle s'étend sur 134,17 km² et comptait 7.938 habitants en 2006. Son siège est le village de Ciasna qui se situe à environ 11 kilomètres au nord-ouest de Lubliniec et à 64 kilomètres au nord-ouest de Katowice.

## Villages
La gmina de Ciasna comprend les villages et localités de Ciasna, Dzielna, Glinica, Jeżowa, Molna, Panoszów, Sieraków Śląski, Wędzina et Zborowskie.

## Gminy voisines
La gmina de Ciasna est voisine des gminy de Dobrodzień, Herby, Kochanowice, Olesno, Pawonków et Przystajń.

## Jumelage
- Wolpertswende (Allemagne) depuis 1999